# Monmouthský viadukt

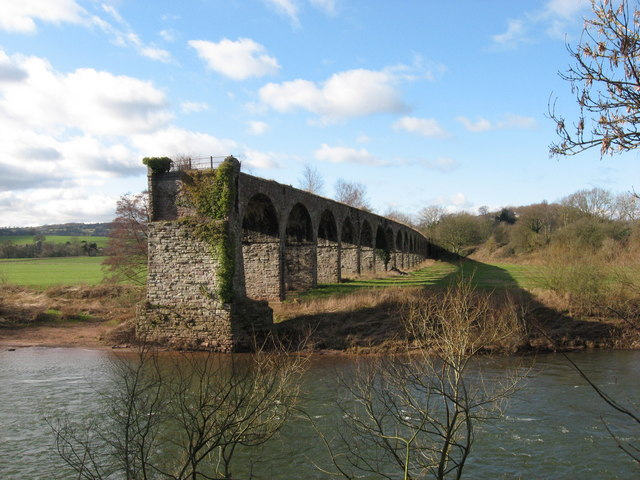
Dnes viaduktu chybí kdysi ocelové klíčové části nad řekou

Monmouthský viadukt (anglicky Monmouth Viaduct) je dnes rozbořený viadukt v Monmouthu ve Walesu. Byl postaven přes řeku Wye pro železniční trať Monmouth – Pontypool známou také jako Coleford, Monmouth, Usk & Pontypool Railway. Později byl v jeho blízkosti postaven další železniční most pro železniční trať Monmouth – Ross-on-Wye (neboli Ross and Monmouth Railway). Monmouthský viadukt byl postaven v roce 1861 za účelem prodloužení trati, má celkovou délku 183 metrů a kromě dvaceti pískovcových oblouků měl přímo na řekou dvě 23 metrů dlouhé ocelové části, které byly dány v roce 1967 do šrotu.
Jednokolejná trať Monmouth – Pontypool byla otevřena v roce 1857 a původně vedla z Pontypoolu do stanice Monmouth Troy. Později byla v roce 1861 protažena do stanice Wyesham Halt právě přes pro tento účel postavený Monmouthský viadukt. Podle tehdejších plánů měla být trať dále prodloužena do Colefordu, ale z toho později sešlo, neboť se spojily železniční společnosti a ve vzniklé síti už do Colefordu existovalo jiné železniční spojení.